# 辽宁体育馆
辽宁体育馆是位于中华人民共和国辽宁省沈阳市的一座综合体育馆。目前是辽宁沈阳三生飞豹篮球俱乐部的主场。

## 简介
历史上，辽宁体育馆曾坐落于现今的辽宁省沈阳市和平区青年大街288号，1974年7月动工兴建，翌年10月竣工，当地人俗称“大馆”。由于严重老化、无法安全使用，2007年4月12日，旧辽宁体育馆被爆破拆除，原址现为沈阳万象城。
现今的辽宁体育馆位于沈阳市浑南区浑南中路32号，2007年破土动工，2010年竣工，为沈阳奥体中心之配套工程。新辽宁体育馆占地面积约6.8万平方米，主馆区为综合体育馆，副馆区为多功能热身训练馆，可容纳约1.2万名观众，具备承办国际A级赛事能力。2018年，辽宁男篮重新将主场安排在沈阳，为此辽宁体育馆进行了大规模改造，以符合CBA联赛的要求。